# Milan Rasinger
Milan Rasinger (* 11. Mai 1977 in Villach) ist ein ehemaliger österreichischer Fußballspieler.

## Karriere
Milan Rasinger begann seine Vereinskarriere als Fußballspieler bei seinem Heimatklub, dem SV St. Jakob im Rosental, bei dem er im August 1986 angemeldet worden war. Bis 1994 trat er noch in der Jugend des Vereins in Erscheinung und absolvierte auch eine Spielzeit, die Saison 1991/92, im Nachwuchsbereich des Kooperationsvereins Annabichler SV in Klagenfurt am Wörthersee. Nachdem er spätestens ab dem Sommer 1994 in der Herrenmannschaft vertreten war, trat er für diese bis zur Winterpause der Saison 1996/97 in Erscheinung und wechselte dann zu einem anderen Verein im Rosental, dem ATUS Feistritz im Rosental. Hier war er allerdings nur bis zum Sommer 1997 aktiv und wechselte in weiterer Folge zum nächstgrößeren Klub, dem SV Spittal/Drau. Von 1997 bis 1999 war er dort aktiv und stieg mit der Mannschaft 1999 in die Regionalliga ab. Von 1999 bis 2000 war er beim finanzschwachen Vorwärts Steyr unter Vertrag. Als der Verein bedingt durch seine schlechte finanzielle Lage absteigen musste, verließ Rasinger das sinkende Schiff und wechselte wieder nach Kärnten – vorerst ab Januar 2000 zum SAK Celovec/Klagenfurt in die Regionalliga Mitte und ab der Saison 2000/01 zum Ligakonkurrenten FC St. Veit. 
Nach zwei Jahren bei den Kärntnern ging er in die Steiermark zur Kapfenberger SV in die Erste Liga. Nach drei relativ erfolgreichen Jahren in Kapfenberg, folgte Rasinger den Ruf eines Bundesligisten und wechselte 2005 zur SV Ried, wo er zum Stammspieler avancierte. Nach nur einem Jahr Bundesligaluft (immerhin 29 Spiele und zwei Tore), verließ er die Rieder und ging zum FC Gratkorn in die Erste Liga. 2008 zog der Linksfuß zum Ligakonkurrenten SV Grödig weiter, wo er bis Sommer 2009 blieb. Seine Karriere endete 2014 beim oberösterreichischen Klub ATSV Stadl-Paura, nachdem er zuvor bei unterklassigen Vereinen in der Steiermark, u. zw. dem SV Bad Aussee, in Niederösterreich mit dem SV Horn und letztlich – bereits in Oberösterreich beim SV Bad Goisern gespielt hatte.
Bereits während seiner aktiven Karriere und auch danach arbeitete Rasinger als Fitnesstrainer.